# Uspienskaja
Uspienskaja (ros. Успенская) – stanica w Rosji, w Kraju Krasnodarskim, w rejonie biełoglińskim. W 2010 liczyła 4185 mieszkańców.